# ورزشگاه جمهوریت وازگن سارگسیان
ورزشگاه جمهوریت وازگن سارگسیان (ارمنی: Վազգեն Սարգսյանի անվան Հանրապետական մարզադաշտ) یک ورزشگاه فوتبال در شهر ایروان، ارمنستان است. در حال حاضر ورزشگاه خانگی آرارات ایروان در لیگ برتر فوتبال ارمنستان و تیم ملی فوتبال ارمنستان می‌باشد و گنجایش آن ۱۴٬۴۰۳ تن می‌باشد.
این ورزشگاه در بین سال‌های ۱۹۳۳ تا ۱۹۳۵ میلادی ساخته و در سال ۱۹۳۵ افتتاح شد. این ورزشگاه در سال‌های ۱۹۵۳، ۱۹۹۹ , ۲۰۰۸ نوسازی شد.

## نگارخانه

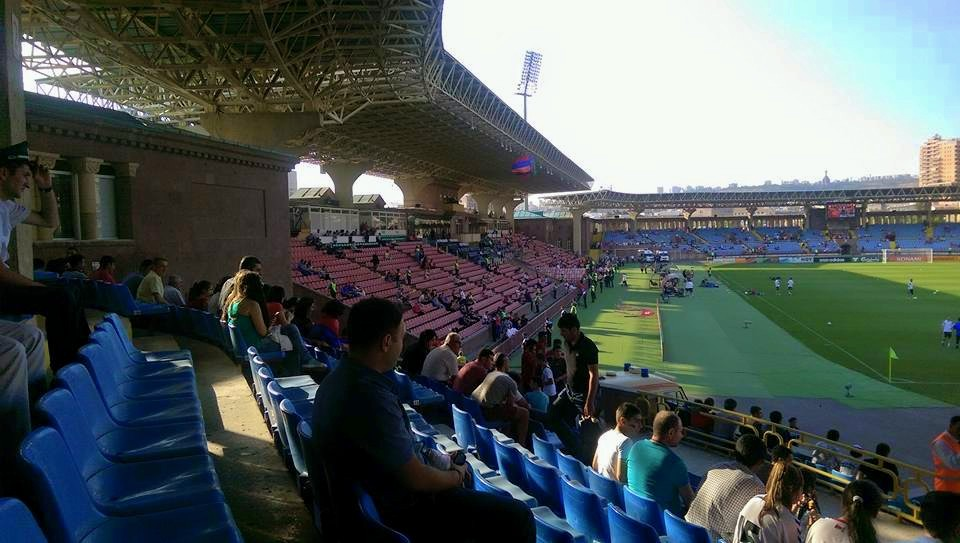
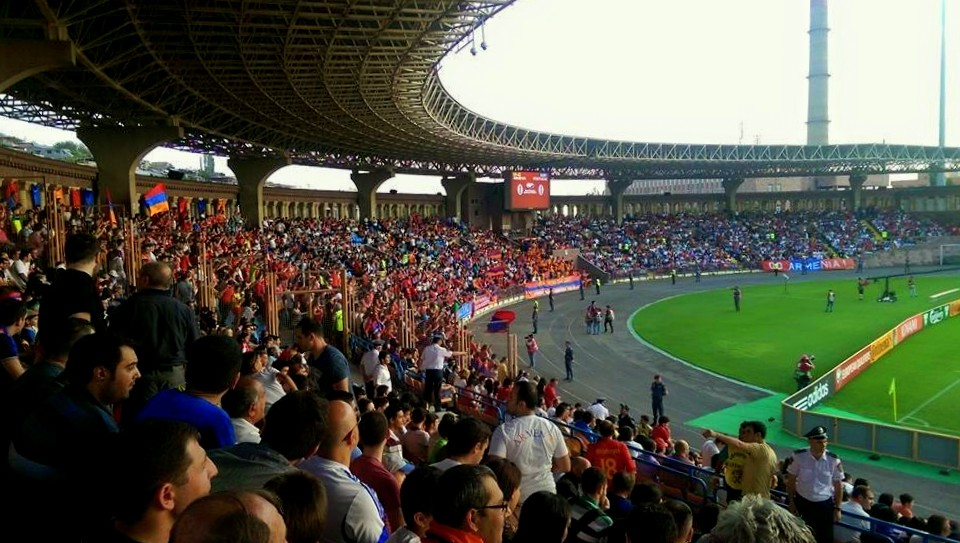
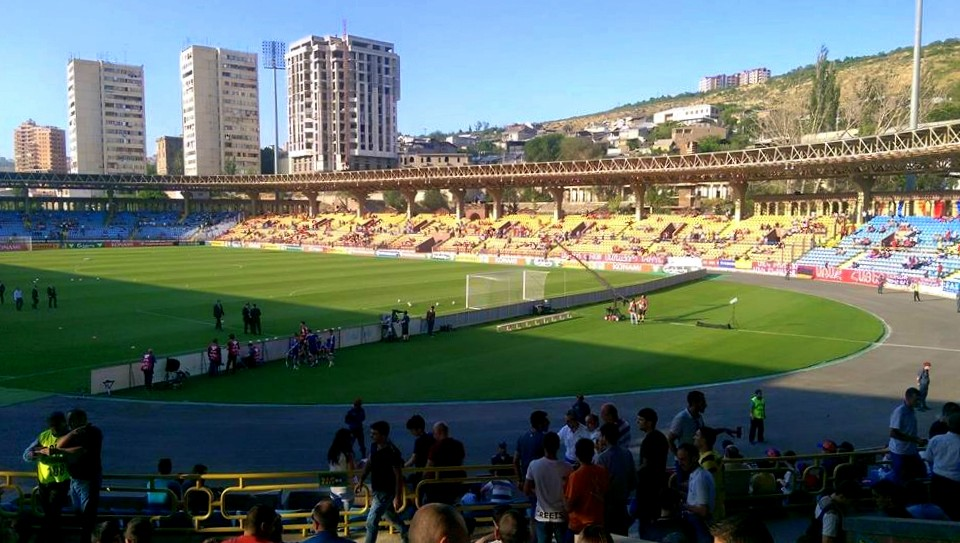
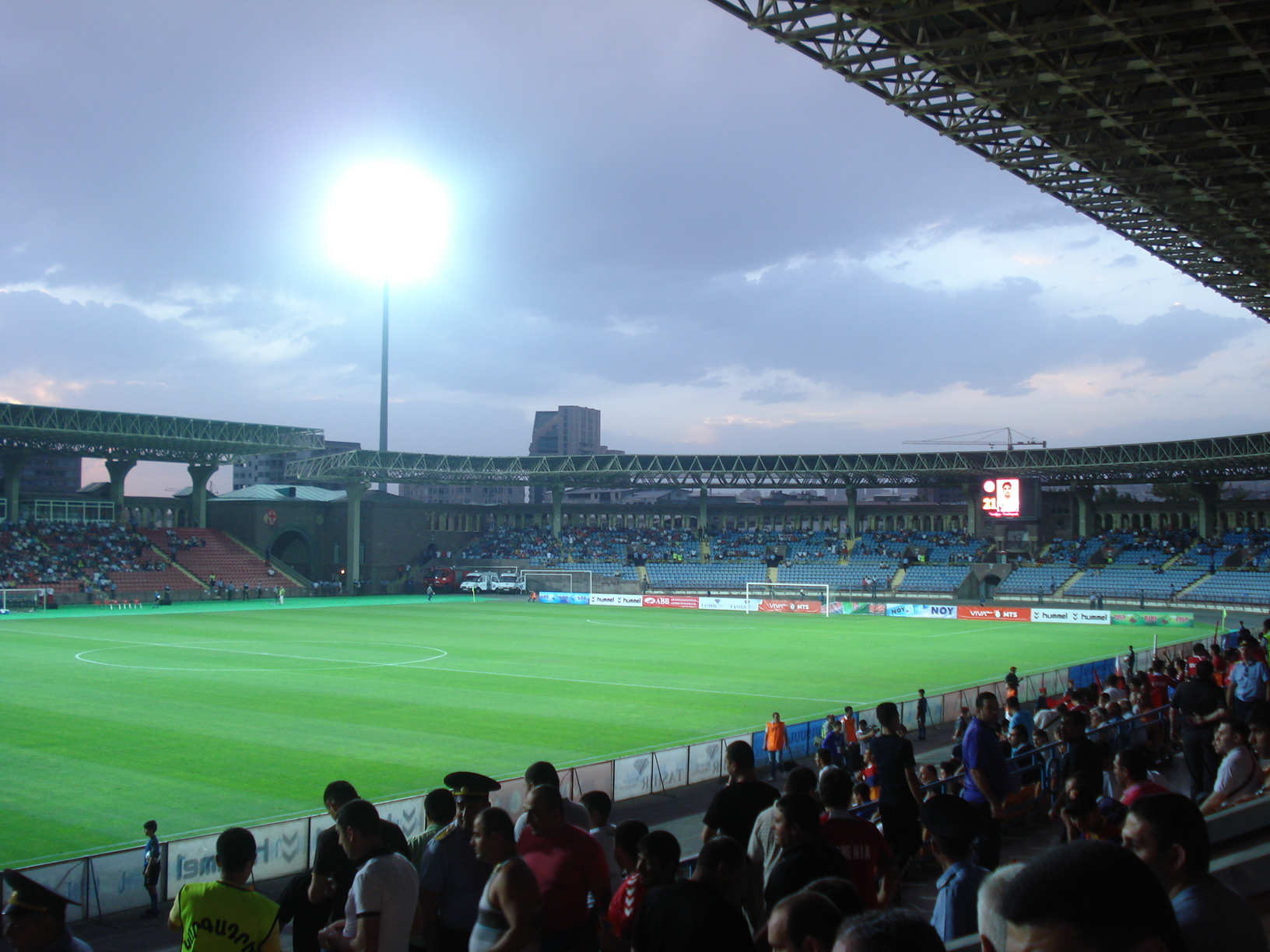